# ابراهیم‌آباد پائین
ابراهیم‌آباد پائین روستایی در دهستان نخلستان بخش مرکزی شهرستان طبس استان خراسان جنوبی ایران است.

## جمعیت
بر پایه سرشماری عمومی نفوس و مسکن در سال ۱۳۹۵ جمعیت این روستا ۱۷۹ نفر (۵۹خانوار) بوده‌است.